# Family 〜ひとつになること
「Family 〜ひとつになること」（ファミリー 〜ひとつになること）は、KinKi Kidsの30枚目のシングル。2010年12月1日発売。発売元はジャニーズ・エンタテイメント。

## 解説
- 前作「スワンソング」以来、約1年1カ月ぶりのシングル。シングルリリース間隔はこの時点では過去最長だったが、2013年の「まだ涙にならない悲しみが/恋は匂へと散りぬるを」が前作、2012年の「変わったかたちの石」以来約1年9カ月ぶりにリリースされ、記録が伸びた。
- 本作は収録曲全曲を自らが作詞・作曲を行ったシングルとなっている。2人の合作曲としてはアルバム『Ø』に収録されている「銀色 暗号」以来の作品となる。また、シングルA面での自らの作詞・作曲は2000年に発売された両A面の9thシングル『好きになってく 愛してく／KinKiのやる気まんまんソング』の「好きになってく 愛してく」以来、約10年ぶりとなる。
- たまに「Family 〜ひとつになること〜」と表記されることがあるが正しくは「Family 〜ひとつになること」で最後の「〜」はつかない。「me 〜地球のいろ」も同様である。

## チャート成績
- 2010年12月13日付のオリコン週間ランキングで、初週16.5万枚を売り上げ、初登場1位を獲得し、デビュー曲「硝子の少年」から30作連続での首位獲得となり、自身の持つギネス記録を更新した[2]。

## 収録曲

### 初回盤
1. Family 〜ひとつになること [5:21]
（作詞：堂本剛 / 作曲：堂本光一 / 編曲：吉田建 / ストリングスアレンジ：旭純）
楽曲は剛の書いた詞が先に完成し、その詞を受けて光一が作曲した。尚、光一が作曲する際には「いかに剛の詞を、イメージ通りにメロディーに乗せるか。」ということに苦労し、吉田建からのアドバイスを受けながら完成させた。
出版者：ブライト・ノート・ミュージック
2. Tears [4:47]
（作詞：堂本光一 / 作曲：堂本剛 / 編曲：石塚知生）
光一作詞、剛作曲の合作曲としては『39』に収録の「Music of Life」以来約2年ぶりで3曲目となる。光一が「バラードに乗せられるような詞は完成させていたが、剛が持ってきた曲がファンクでびっくりした」と語っている。
出版者：ブライト・ノート・ミュージック
3. Family 〜ひとつになること （Backing Track）
4. Tears （Backing Track）

### 通常盤
1. Family 〜ひとつになること [5:21]
2. me 〜地球のいろ [4:28]
（作詞：堂本剛 / 作曲：堂本光一 / 編曲：家原正樹）
出版者：ブライト・ノート・ミュージック
3. Family 〜ひとつになること （Backing Track）
4. me 〜地球のいろ （Backing Track）

## 収録アルバム
- Family 〜ひとつになること
  - K album
  - Ballad Selection
  - The BEST
- Tears

（アルバム未収録）
- me 〜地球のいろ

（アルバム未収録）

## 映像作品
- Family 〜ひとつになること
  - KinKi Kids 2010-2011 〜君も堂本FAMILY〜
  - K album（初回限定盤）
  - King・KinKi Kids 2011-2012
  - KinKi Kids CONCERT 20.2.21 -Everything happens for a reason-
  - KinKi Kids O正月コンサート2021
  - Amazing Love（ファンクラブ盤）
- Tears
  - KinKi Kids 2010-2011 〜君も堂本FAMILY〜
- me 〜地球のいろ
  - KinKi Kids 2010-2011 〜君も堂本FAMILY〜